# Kostajnica (Doboj)
Kostajnica (serbisch-kyrillisch Костајница) ist ein Gemeindeteil der Stadt Doboj in Bosnien und Herzegowina. Seit dem Bosnienkrieg gehört es zur Republika Srpska, einer von zwei Entitäten des Landes. Kostajnica liegt am Fluss Bosna, welcher den Ort von der Stadt Doboj trennt.
Dieses ist nicht zu verwechseln mit der Stadt Bosanska Kostajnica, die im Norden von Bosnien und Herzegowina liegt.

## Verkehr
Kostajnica liegt an den Bahnstrecken Sarajevo–Doboj–Šamac und Doboj–Banja Luka der Željeznice Republike Srpske (ŽRS).

## Bekannte Personen
Kostajnica ist der Geburts- und Wohnort des ehemaligen Präsidenten von Bosnien und Herzegowina, Borislav Paravac.

## Sport
In Kostajnica gibt es den traditionsreichen Fußballverein „FK Naša Krila“.